# Nikołaj Palibin
Nikołaj Władimirowicz Palibin, ros. Николай Владимирович Палибин (ur. 10 stycznia 1884, zm. w 1974 r. w USA) – rosyjski adwokat, kolaboracyjny burmistrz Majkopu podczas II wojny światowej.
W okresie carskiej Rosji był państwowym adwokatem okręgowym moskiewskiego trybunału sądowego. Brał udział w I wojnie światowej w stopniu porucznika w szeregach 2 Grenadierskiej Brygady Artylerii. W sierpniu 1918 r. wstąpił do wojsk Białych gen. Antona I. Denikina. Po ich klęsce pod koniec 1920 r., pozostał w Rosji. Ukrywał swoją prawdziwą tożsamość. Żył pod fałszywym nazwiskiem Łopatin. W 1923 r. został członkiem kolegium adwokackiego obwodu kubańskiego. W 1935 r. został z niego zwolniony i zabroniono mu pracować w adwokaturze. Po zajęciu Majkopu przez wojska niemieckie 9 sierpnia 1942 r., objął funkcję burmistrza. W wyniku kontrofensywy Armii Czerwonej ewakuował się z miasta wraz z Niemcami pod koniec stycznia 1943 r. Po zakończeniu wojny zamieszkał w USA. W 1955 r. napisał swoje wspomnienia pt. "Zapiski sowietskogo adwokata. 20-je - 30-je gody".